# Kampfhandlungen im Kanawha-Tal
Philippi Races – Rich Mountain – Kesslers Cross Lanes – Carnifex Ferry – Cheat Mountain – Greenbrier River – Camp Allegheny
Im Kanawha-Tal im nordwestlichen Virginia trafen 1861 im Zuge der Operationen im westlichen Virginia Streitkräfte der Nord- und Südstaaten zweimal aufeinander; im Gefecht bei Kesslers Cross Lanes am 26. August und bei der Schlacht bei Carnifex Ferry am 10. September.

## Vorgeschichte
Am 28. Juli 1861 hatte General Robert E. Lee den Oberbefehl über die konföderierten Streitkräfte im nordwestlichen Virginia übernommen. Ihm unterstanden die Army of the Northwest und die Army of the Kanawha, bestehend aus jeweils zwei Brigaden. Die beiden Brigaden der Army of the Kanawha wurden von den ehemaligen Gouverneuren Virginias, Brigadegeneral Henry A. Wise und Brigadegeneral John B. Floyd, der auch das Oberkommando innehatte, geführt. Beide hatten schon als Politiker ständig entgegengesetzte Meinungen und weigerten sich deshalb, als Soldaten zusammenzuarbeiten.

## Gefecht bei Kesslers Cross Lanes
Das Schlüsselgelände in diesem Teil des westlichen Virginias war der Zusammenfluss von Gauley und New River zum Kanawha mit der darüber führenden Brücke des James – Kanawha Turnpikes. Dieses Gelände bei Gauley Bridge, West Virginia wurde aufgegeben, als Brigadegeneral Wise nach der Niederlage am Rich Mountain am 11. Juli aus Charleston, der späteren Hauptstadt West Virginias, bis nach White Sulphur Springs, West Virginia – ca. 100 km entfernt – auswich.
Um ein für den 24. Oktober geplantes Referendum zur Abspaltung des westlichen Virginias vom restlichen Bundesstaat Virginia zu verhindern, marschierte die Army of the Kanawha am 7. August erneut in den Raum von Gauley Bridge, wo sich Wise grundsätzlich bereit erklärte, Floyds Aktionen zu unterstützen. Wise griff am 24. August in Richtung Gauley Bridge an, um Floyds Rücken zu decken. Dieser griff am 26. August um 05:00 Uhr beim Gefecht bei Kesslers Cross Lanes die frühstückenden Soldaten des 7. Ohio Infanterieregiments unter Oberst Erastus B. Tyler an. Die überrumpelten Nordstaatler flohen, und es gelang ihren Führern erst zwischen Gauley Bridge und Charleston, sie wieder zu sammeln. Floyd bezog anschließend befestigte Stellungen bei Carnifex Ferry.

## Schlacht bei Carnifex Ferry
In der Zwischenzeit war Brigadegeneral Rosecrans nach der Berufung Generalmajor McClellans nach Washington, D.C. zum Befehlshaber des Wehrbereichs Ohio ernannt worden. Nach der Niederlage bei Kesslers Cross Lanes führte er drei zusätzliche Brigaden zur Unterstützung nach Süden.
Am Morgen des 10. September befahl Brigadegeneral Floyd Brigadegeneral Wise, ihn mit zwei Regimentern zu verstärken, die dieser nach reiflicher Abwägung in Marsch setzte, so dass eins noch rechtzeitig eintraf. Am Nachmittag griff Brigadegeneral Rosecrans die Stellungen der Südstaatler bei Carnifex Ferry an. Nach mehrstündigen Kämpfen endete die Schlacht mit Einbruch der Dunkelheit.
Wegen der Überlegenheit der Nordstaatler wich Brigadegeneral Floyd um Mitternacht nach Meadow Bluff, West Virginia im Greenbrier County aus, die gesamte Schuld an der Niederlage Brigadegeneral Wise zuschiebend, während dieser Stellungen am Sewill Mountain, Fayette County – 20 km nordwestlich von Floyd – bezog.
Die Union hatte die Herrschaft über das Kanawha-Tal zurückgewonnen und die hier befindlichen Countys schlossen sich dem in Wheeling gegründeten „Restored Government of Virginia“ an.